# Bénédictines du Sacré-Cœur de Montmartre
 (mars 2025).
 (mars 2025).
Pour les articles homonymes, voir BSCM (homonymie) et Montmartre (homonymie).
La congrégation des Bénédictines du Sacré-Cœur de Montmartre (B.S.C.M.) est une congrégation monastique. Elle a été fondée par Adèle Garnier en 1898, à la basilique du Sacré-Cœur de Montmartre.
À la suite de la loi de 1901, la congrégation quitte la France et s'installe à Londres, la même année. À l’issue de la Seconde Guerre mondiale, deux axes différents s’affirment de part et d’autre de la Manche. Le Saint-Siège prononce la séparation en 1947. La congrégation française s'appellera « Bénédictines du Sacré-Cœur de Montmartre » et la congrégation Britannique Adoratrices du Sacré-Cœur de Jésus de Montmartre.
Fin 2005, les bénédictines de la branche française étaient 105, réparties en dix lieux en France. Les bénédictines de la branche Britannique, basées au couvent de Tyburn, à Londres, sont alors 72. Elles sont réparties en neuf lieux à travers le monde.
La congrégation a connu entre les années 1980 et 2010 de graves dérives donnant lieu à deux visites canoniques en 2004 et 2012. Ces abus de conscience et d'autorité n'ont été révélés officiellement qu'en 2023.

## Mission
Ces bénédictines associent vie monastique et vie apostolique.

## Histoire

### Origines
En 1872, Adèle Garnier (1838-1924 à Londres), institutrice au château de l'Aulne-Montgenard à Martigné-sur-Mayenne lit un article parlant de projet de construction de la future basilique du Sacré-Cœur de Montmartre et entend alors de la part de Dieu : « C'est là que Je te veux ! ». Adèle Garnier avait eu des visions intérieures du Christ à partir de 1862. En 1869, elle « voit » le Christ dans une grande hostie : le Christ lui demande de prier, expier, souffrir pour la France. En 1873, elle « voit » une église  byzantine blanche, avec des dômes ; la basilique du Sacré-Cœur n'est alors qu'un projet. En 1874, Adèle Garnier a la révélation de l'adoration perpétuelle à Montmartre. Elle en parle à l'archevêque de Paris, Joseph Hippolyte Guibert qui s'occupait de faire construire la basilique du Sacré-Cœur de Montmartre. En 1885, une adoration perpétuelle est établie dans la basilique.
En juin 1897, Adèle Garnier s'installe avec trois compagnes rue du Mont-Cenis, près de la basilique en construction.

### La fondation de Montmartre
Le 4 mars 1898, la mission reçue s'accomplit : la communauté religieuse, née pour la basilique du Sacré-Cœur de Montmartre, est fondée par Adèle Garnier, par le père dominicain Francis Balme et le père Jean Baptiste Lemius. L'acte de fondation est reçu par l'archevêque de Paris, le cardinal François Richard de La Vergne. La première communauté s'installe cité du Sacré-Cœur. Adèle Garnier prend en religion le nom de Mère Marie de Saint-Pierre. La congrégation est érigée canoniquement par l'Église. Le nombre de religieuses augmentant, elles s'installent rue du Chevalier-de-La-Barre, grâce à une aide financière des Pères Chartreux.

### Exil à Londres
Les lois de 1901 contraignent les bénédictines à quitter Montmartre. L’archevêque de Paris, le cardinal François Richard de La Vergne, les confie à l’archevêque de Westminster, le cardinal Herbert Vaughan. La congrégation part alors en Angleterre. Elle s'installe à Londres, d'abord à Notting Hill puis à Tyburn, à deux pas du Marble Arch.
En quittant Montmartre, la fondatrice déclare « Nous reviendrons au grand jour comme des filles grandies qui ont place au foyer ». Toutefois, mère Adèle Garnier ne verra pas de son vivant l'accomplissement de ce vœu. Elle meurt le 17 juin 1924 à Londres, où elle est inhumée. Un procès en canonisation est en cours[réf. nécessaire].
En 1930, la congrégation devient de droit pontifical. En 1944, elle comprend 70 sœurs de huit nationalités différentes.

### Séparation en deux branches autonomes
Petit à petit, les Bénédictines du Sacré-Cœur s'enracinent à Londres, même si certaines aspirent à revenir au Sacré-Cœur de Montmartre. Au milieu du XXe siècle, l'élection d'une mère générale britannique provoque une scission. Le Saint-Siège prononce la séparation en 1947 : la congrégation des « Bénédictines du Sacré-Cœur de Montmartre » (abrégée BSCM) en France ; et la congrégation des « Adorers of the Sacred Heart of Jesus of Montmartre » (abrégée OSB), en Angleterre,. Une part importante de bénédictines d'origine française décident alors de revenir en France. C'est le début d'une nouvelle communauté. À la suite du concile Vatican II, avec l’aide du père Marie-Joseph Le Guillou, op, elles révisent leurs constitutions. Celles-ci sont approuvées par le Saint-Siège en 1983. Les BSCM adoptent également un costume religieux qui les distingue de la congrégation restée à Tyburn.

## Les Bénédictines du Sacré-Cœur (BSCM) en France

### Origine
Le prieuré d'origine des BSCM est situé à Louvigné-du-Désert, commune française, située dans le département d'Ille-et-Vilaine.

### Montmartre
À la demande de Maxime Charles, recteur de la basilique, le cardinal Maurice Feltin érige le 10 octobre 1961 un nouveau prieuré au 13, rue Becquerel, près de la basilique. La messe d'inauguration est célébrée le 23 octobre 1961. La supérieure, mère Madeleine-Marie du Divin Cœur évoque « un Bethléem pour la congrégation qui a désormais retrouvé une place à Montmartre, soixante ans après l'avoir quitté ». Les BSCM y resteront jusqu'en 1977, où elle vivront leur mission de prière et d'accueil. Plusieurs changements interviennent également à cette époque : changement dans les constitutions, le costume, la croix et l'office.

### Écouen
En 1962, les BSCM de la communauté de Louvigné-du-Désert s'installent à Écouen, au nord de Sarcelles, alors dans le diocèse de Versailles, afin de faciliter les contacts entre les deux communautés.

### Ephrem de Montmartre
Les BSCM quittent le 13, rue Becquerel en 1963 et s'installent dans la partie nord de la maison d'accueil. Cette maison avait été baptisée « Ephrem » par Maxime Charles en mémoire du nom de la localité où Jésus s'est retiré avant le séjour à Jérusalem qui allait être le dernier. Mère Marie-Agnès est élue prieure.
En juin 1967, les trois premières professions perpétuelles marquent un tournant dans la vie de la communauté. Toutes les religieuses de la région parisienne sont invitées à venir s'en réjouir au cours d'une « heure sainte ».
En 1969, le chapitre général refond les constitutions (qui seront datées du 18 octobre 1970), change la croix, élit mère Marie-Agnès prieure générale.
En 1970, nouvelle profession perpétuelle

### Marienthal
Le prieuré du sanctuaire Notre-Dame de Marienthal est fondé en 1970 en Alsace (commune de Haguenau), à la demande de Léon-Arthur Elchinger, évêque de Strasbourg. Fin 2023, le diocèse exprime « sa grande gratitude aux Bénédictines du Sacré-Cœur de Montmartre pour leur présence continue et leur apostolat depuis 53 ans » et déclare « nécessaire de faire une pause dans la présence des Sœurs à Marienthal ».

### Jérusalem
En 1972, la congrégation signe à Rome un contrat pour trois ans pour l'animation du centre Notre-Dame à Jérusalem[réf. nécessaire].

### Blaru
Le 18 octobre 1972 est posée la première pierre du prieuré de Blaru, dans les Yvelines.
En janvier 1973, le père Marie-Joseph Le Guillou o. p. vient prêcher la retraite annuelle, traditionnellement prêchée par Maxime Charles, recteur de la basilique. Sa théologie et sa spiritualité enthousiasment les religieuses. Dès lors, il entre en communion profonde avec les valeurs de la congrégation, et aide le Chapitre général à structurer théologiquement et spirituellement les constitutions.
À l'occasion du 75e anniversaire de la fondation de la congrégation, le 15 septembre 1973, la chapelle du prieuré de Blaru est bénie. Le prieuré d'Écouen est fermé et les religieuses âgées s'installent à Blaru où elles rejoignent les novices. Le prieuré est baptisé Béthanie, du nom de la localité à trois kilomètres à l'est de Jérusalem où vivaient Marthe, Marie et Lazare, les amis de Jésus.

### Mont Roland
Les BSCM quittent Jérusalem et fondent en 1975 un prieuré à Mont Roland, sanctuaire marial près de Dole dans le Jura.
En février 1975, les nouvelles professions perpétuelles sont reçues par le cardinal François Marty, mère Marie-Agnès est réélue pour six ans.

### Départ à Blaru
Compte tenu des difficultés croissantes[Lesquelles ?] dans la collaboration avec les chapelains et le recteur de la basilique, estimant qu'elles ne répondaient plus à ce que Maxime Charles attendait d'elles, les BSCM quittent Montmartre le 31 octobre 1977.
Elles se retirent à Blaru où s'est installé le père Marie-Joseph Le Guillou, la maison Béthanie étant devenue pour lui, lors de sa convalescence, un havre de paix. Théologien nommé par la Congrégation des religieux pour participer aux chapitres généraux, le père Le Guillou participe à la restructuration des constitutions qui sont approuvées en 1983 par le cardinal Eduardo Francisco Pironio.

### Notre-Dame de Laghet
À la demande de Jean Mouisset, évêque de Nice, les BSCM fondent en 1978 un prieuré au sanctuaire de Notre-Dame de Laghet dans les Alpes-Maritimes,

### La Chapelle-Montligeon
À la demande de Henri Derouet, évêque de Sées, les BSCM fondent en 1984 un prieuré au sanctuaire de La Chapelle-Montligeon dans l'Orne. Elles y restent jusqu'en 2000.

### Retour à Montmartre
En 1984, les filles du Cœur de Marie, de l'ordre des Dominicaines, ferment leur maison de la cité du Sacré-Cœur à Montmartre, faute de vocations, alors que  les BSCM en accueillent sans cesse : elles sont, en effet, une cinquantaine avec les postulantes et les novices.
Avec l'autorisation du cardinal Jean-Marie Lustiger et avec l'aide bienveillante de sœur Mechtilde, responsable de l'économat des Dominicaines de la Présentation (rue de Vaugirard), elles s'installent, dans l'ancien couvent des Dominicaines, cité du Sacré-Cœur, à deux pas de la basilique, où elles fondent le prieuré Saint-Benoît. Elles organisent de multiples activités pour les enfants, les adolescents, les jeunes et les foyers. Leur dynamisme est remarqué autant par Guy Gaucher qui vient y prêcher la retraite annuelle, par leurs voisins qui les admirent « jouant dans leur jardin comme des petites filles » que par le Premier ministre, Alain Juppé sensible à leur « charme spirituel » lorsqu'il leur rend visite : « Ce qui me frappe et même me bouleverse chez ces femmes, c'est d'abord le sourire, la joie qui irradie vraiment leurs visages. Et puis aussi leur curiosité ». Jusqu'en 1995, la cérémonie annuelle durant laquelle ont lieu les professions solennelles se déroule à la cathédrale Notre-Dame de Paris.
En 1985, les Dominicaines quittent à leur tour la cité du Sacré-Cœur. Les BSCM achètent alors leur maison et y établissent la maison-mère et le noviciat sous le patronage de sainte Scolastique.

### Notre-Dame-des-Victoires
Le prieuré Notre-Dame des Victoires à Paris est fondé en 1992, à la demande du cardinal Jean-Marie Lustiger, archevêque de Paris.

### Ars
En 1994, la congrégation fonde le prieuré Marie-Joseph au sanctuaire du Curé d'Ars, à la demande de Guy Bagnard, évêque de Belley-Ars.

### Au service de la basilique de Montmartre
En 1995, le cardinal Jean-Marie Lustiger, archevêque de Paris nomme le père Patrick Chauvet, douzième responsable du Sacré-Cœur depuis 1876 et demande en même temps à la congrégation de participer à l'animation spirituelle et matérielle de la basilique du Sacré-Cœur de Montmartre. L'annonce du faire-part est claire : « le 17 septembre 1995, au cours de l'Eucharistie à 11 heures, sous la présidence du cardinal Lustiger, André Vingt-Trois installera le père Patrick Chauvet recteur du Sacré-Cœur et une communauté de bénédictines au service de la Basilique ».
Le nouveau recteur et la congrégation sont ainsi chargés d'une nouvelle étape de la vie de la basilique du Sacré-Cœur. Dès lors, la congrégation participe aux animations et en particulier anime l'adoration perpétuelle. Les quatre ans du rectorat du père Patrick Chauvet vont permettre à la congrégation de prendre en main la basilique grâce à un « bras ecclésiastique » qui vit dans la « communion des charismes » un rapport nouveau entre les religieuses et les prêtres du sanctuaire. Cette « fin de siècle » connaît là une initiative significative qui fait écho à celle du cardinal Richard, du père Lemius et d'Adèle Garnier en 1898. De l'une à l'autre, la basilique de Montmartre a adapté sa vocation, à la fois nationale et universelle. Elles portent aux quatre coins de la France et du monde, depuis Paris et Londres, le message du Sacré-Cœur 1900 actualisé au seuil de l'an 2000.
C'est ainsi que depuis 1995, au milieu de plus de dix millions de visiteurs annuels, seize sœurs adorent le Saint Sacrement, chantent quatre offices dans la journée, et s’occupent de la maison d’accueil de la basilique où sont reçus les adorateurs de la nuit et les retraitants.
Le 7 mars 1998, la congrégation fête le centenaire de sa fondation. Le cardinal Lustiger préside la cérémonie au cours de laquelle ont lieu huit professions temporaires, six professions perpétuelles et trois jubilés d'argent,.

### La Sainte-Baume
À la demande de Joseph Madec, évêque de Fréjus et Toulon, la congrégation fonde en 1998 une communauté à la Sainte-Baume en Provence. Après dix années au service de l’hôtellerie, les BSCM laissent la gestion des lieux aux frères dominicains de la Province de Toulouse à partir du mois de juillet 2008.

### Saint-Martin-de-Tours
En 2000, est fondée une communauté à la basilique Saint-Martin de Tours à la demande de André Vingt-Trois, archevêque de l'archidiocèse de Tours. Les BSCM sont installées près de la basilique Saint-Martin, De 2004 à 2006, les sœurs animeront aussi la vie de prière de l'Oratoire de la Sainte-Face.

### Notre-Dame-du-Laus
En 2008, les BSCM s'installent à Notre-Dame du Laus, à la demande de Jean-Michel Di Falco, évêque du diocèse de Gap et Embrun.
Le 13 septembre, elles chantent la messe célébrée par le pape Benoît XVI pour 260 000 fidèles réunis aux Invalides à Paris.

### Notre-Dame-de-Pontmain
En 2009, les BSCM font un stage à la basilique Notre-Dame de Pontmain, à la demande de Thierry Scherrer, évêque du diocèse de Laval,.

### Notre-Dame de l’Épine
En 2021, à la demande de François Touvet, évêque de Châlons-en-Champagne, la congrégation fonde une communauté à la basilique Notre-Dame de l’Épine,,.

## Implantations géographiques en 2024
En 2024, les sœurs sont présentes dans neuf lieux : à Ars-sur-Formans (Ain), Blaru (Yvelines), La Trinité (Alpes-Maritimes), L'Épine (Marne), Saint-Étienne-le-Laus (Hautes-Alpes), Tours (Indre-et-Loir), Paris (basilique de Montmartre, prieuré Saint-Benoît et basilique Notre-Dame-des-Victoires).
- Ars-sur-Formans : prieuré Marie-Joseph[29] au sanctuaire d'Ars
- Saint-Étienne-le-Laus : prieuré Saint-Joseph au sanctuaire de Notre-Dame du Laus (depuis le 12 octobre 2008)
- La Trinité : prieuré Notre-Dame de Laghet au sanctuaire de Notre-Dame du Laghet[10]
- Tours : prieuré Saint-Martin[30] près de la basilique Saint-Martin
- L'Épine : prieuré Saint-Jean[28] près de la basilique Notre-Dame
- Paris
  - Prieuré Sainte-Scolastique (maison-Mère et noviciat), prieuré Saint-Benoît et maison d'accueil près de la basilique du Sacré-Cœur de Montmartre
  - Prieuré Notre-Dame des Victoires[31] près de la basilique Notre-Dame-des-Victoires
- Blaru : prieuré de Béthanie qui est une maison de retraites spirituelles des Bénédictines du Sacré-Cœur de Montmartre[32],[33],[34]. Le père Marie-Joseph Le Guillou est décédé à Blaru le 25 janvier 1990.

## Organisation
Mère Madeleine-Marie du Divin Cœur, supérieure, meurt le 6 juillet 1974. En 1981, mère Marie-Agnès (Françoise Jullien) est réélue pour six ans. Après quasiment trente ans passées à la tête de la communauté, et ne pouvant solliciter un nouveau mandat, mère Marie-Agnès cède sa place le 29 décembre 1998 à mère Marie-Vianney (Roseline de Romanet) qui est élue prieure générale. Mère Marie-Agnès reste cependant assistante générale. En 2004, mère Irène-Marie est élue prieure générale, sœur Marie-Jean est assistante générale. En 2010, mère Irène-Marie est élue prieure générale pour un second mandat, sœur Adèle-Marie est assistante générale. Mère Marie-Agnès meurt le 29 octobre 2016.

## Abus de conscience et d'autorité
À la demande de la prieure de la congrégation élue en 1998, mère Marie-Vianney (Roseline de Romanet), une première visite canonique a lieu en 2004. Ostracisée par sa congrégation en raison de cette initiative, la prieure doit quitter la communauté. Face à la persistance de graves dysfonctionnements, une visite apostolique est diligentée par Rome en 2012. Le rapport de 2013 souligne une atmosphère de mensonge observée durant la visite « dans l’intention de protéger la congrégation et son mode de gouvernement » et des déviances au niveau du respect du droit canonique, de l'exercice de l'autorité et du mode de recrutement. La communauté est placée jusqu'en 2020 sous la tutelle d'un commissaire apostolique, Philippe Gueneley.
Lors du chapitre général d'octobre 2020, sous la présidence de Michel Aupetit, archevêque de Paris, sœur Marie Élie est élue prieure générale,,.

### Accusations de maltraitance
Le 27 avril 2023, dans un communiqué de la prieure générale et du conseil général, publié sur le site de la congrégation, les sœurs et plusieurs anciennes religieuses, dont Roseline de Romanet, dénoncent « un système d’emprise, aux conséquences graves et durables, mis en place sur plusieurs décennies par l’autorité de l’époque », à savoir une ancienne prieure générale ayant exercé ses fonctions jusqu'en 1998. Une commission indépendante et pluridisciplinaire est chargée d'établir le détail de ces mauvais traitements et des personnes qui en ont été victimes,,.

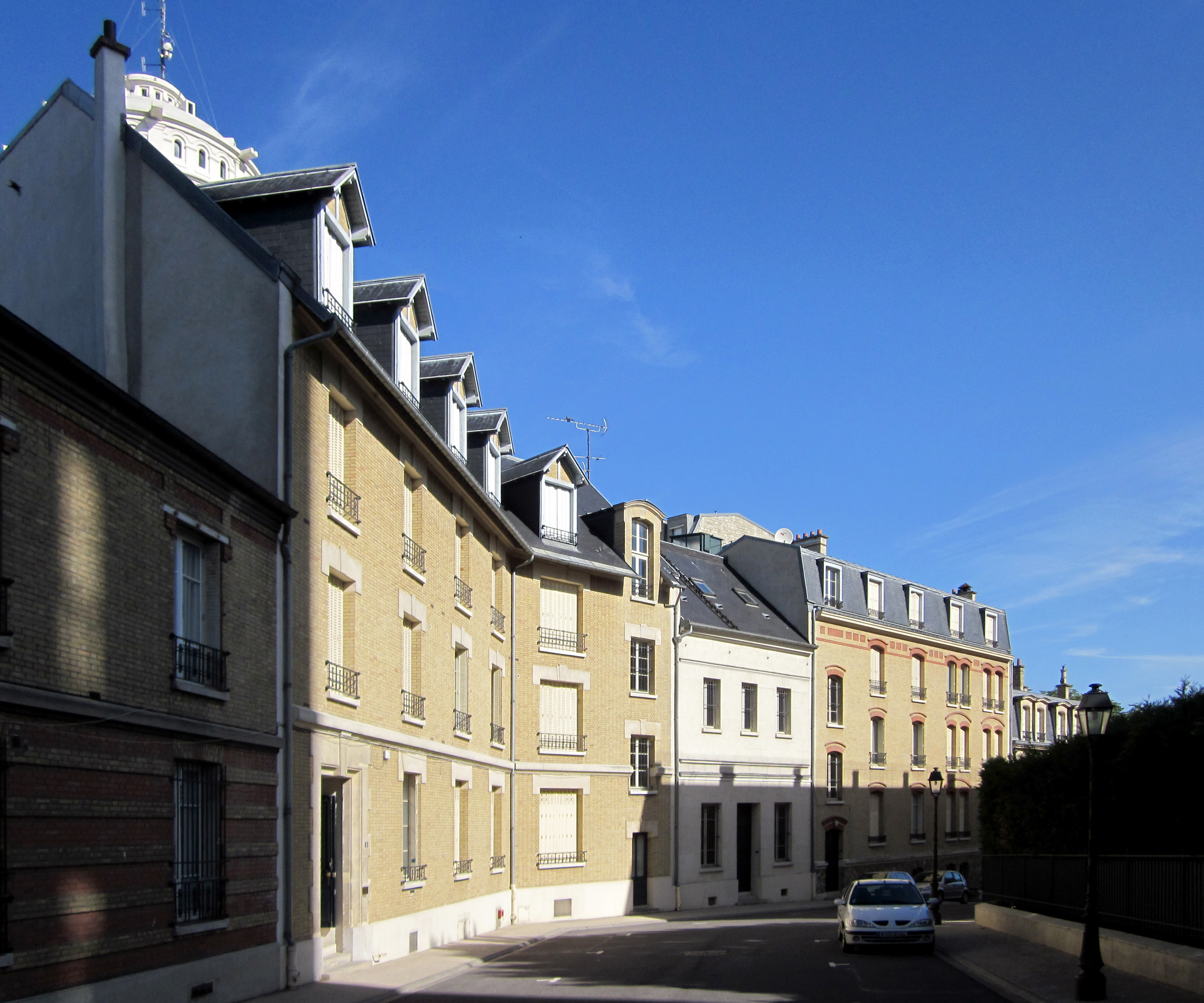
Cité du Sacré-Cœur.
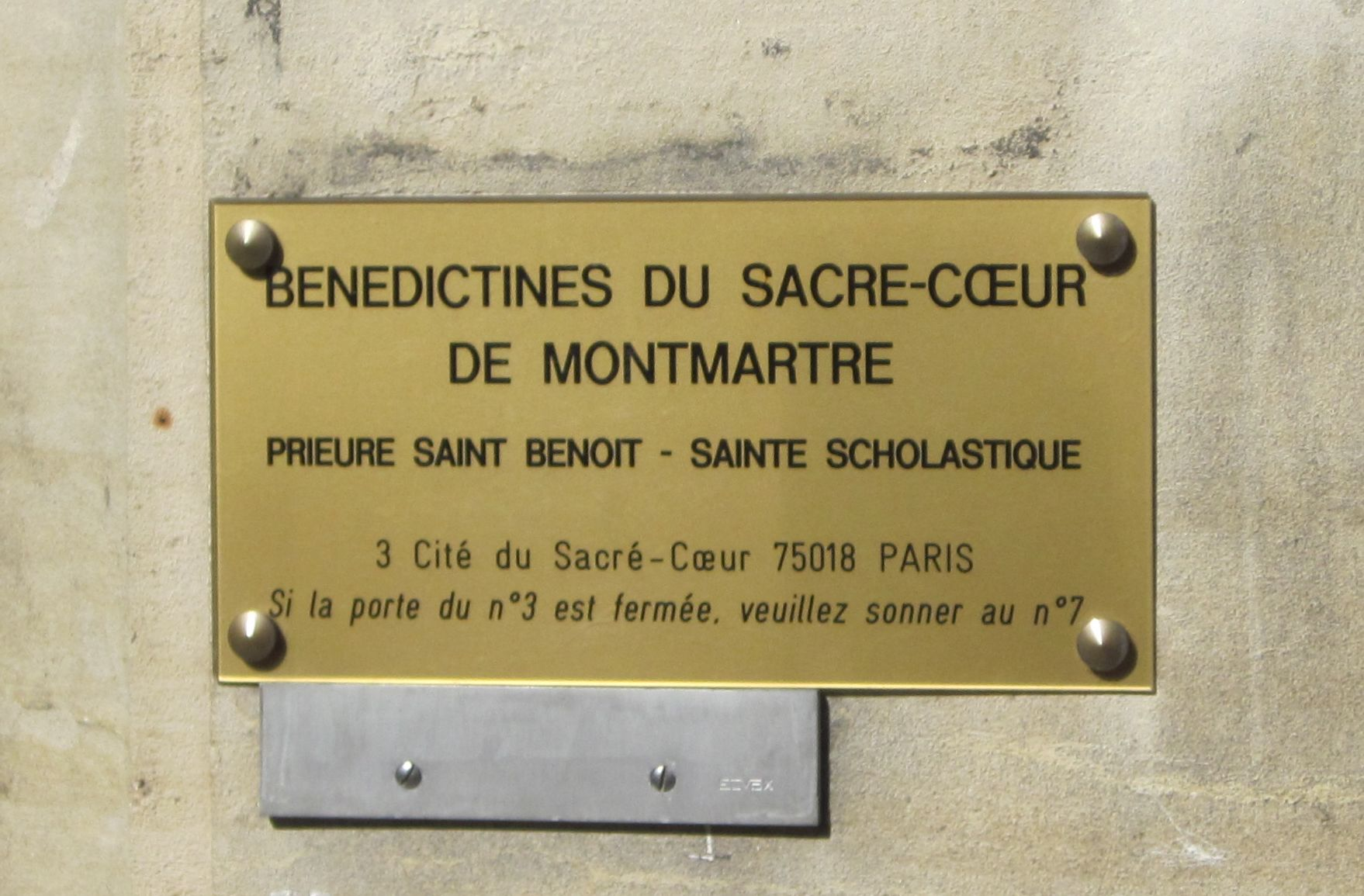
Au no 3, cité du Sacré-Cœur.
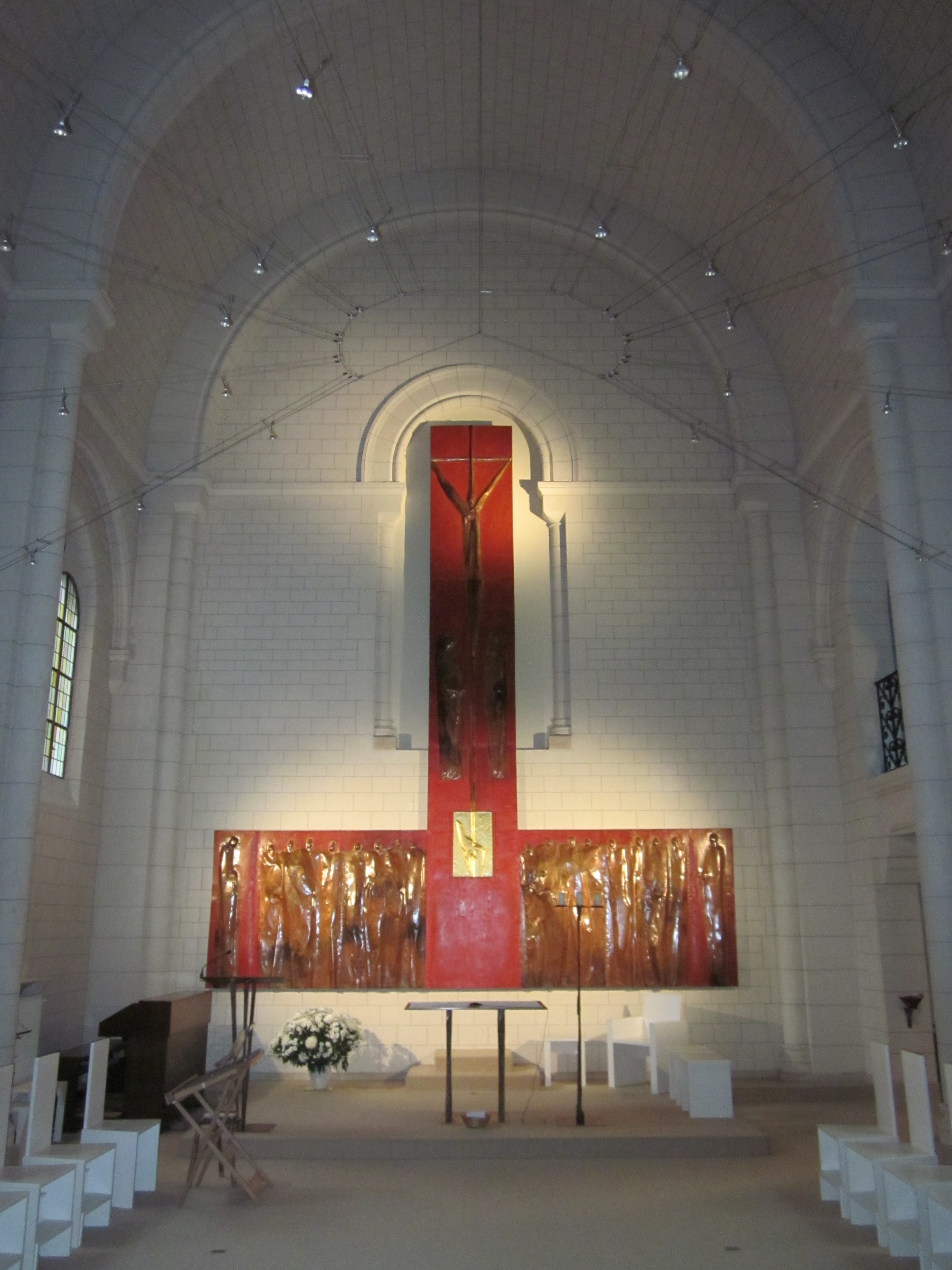
Le chœur de la chapelle de la cité du Sacré-Cœur.
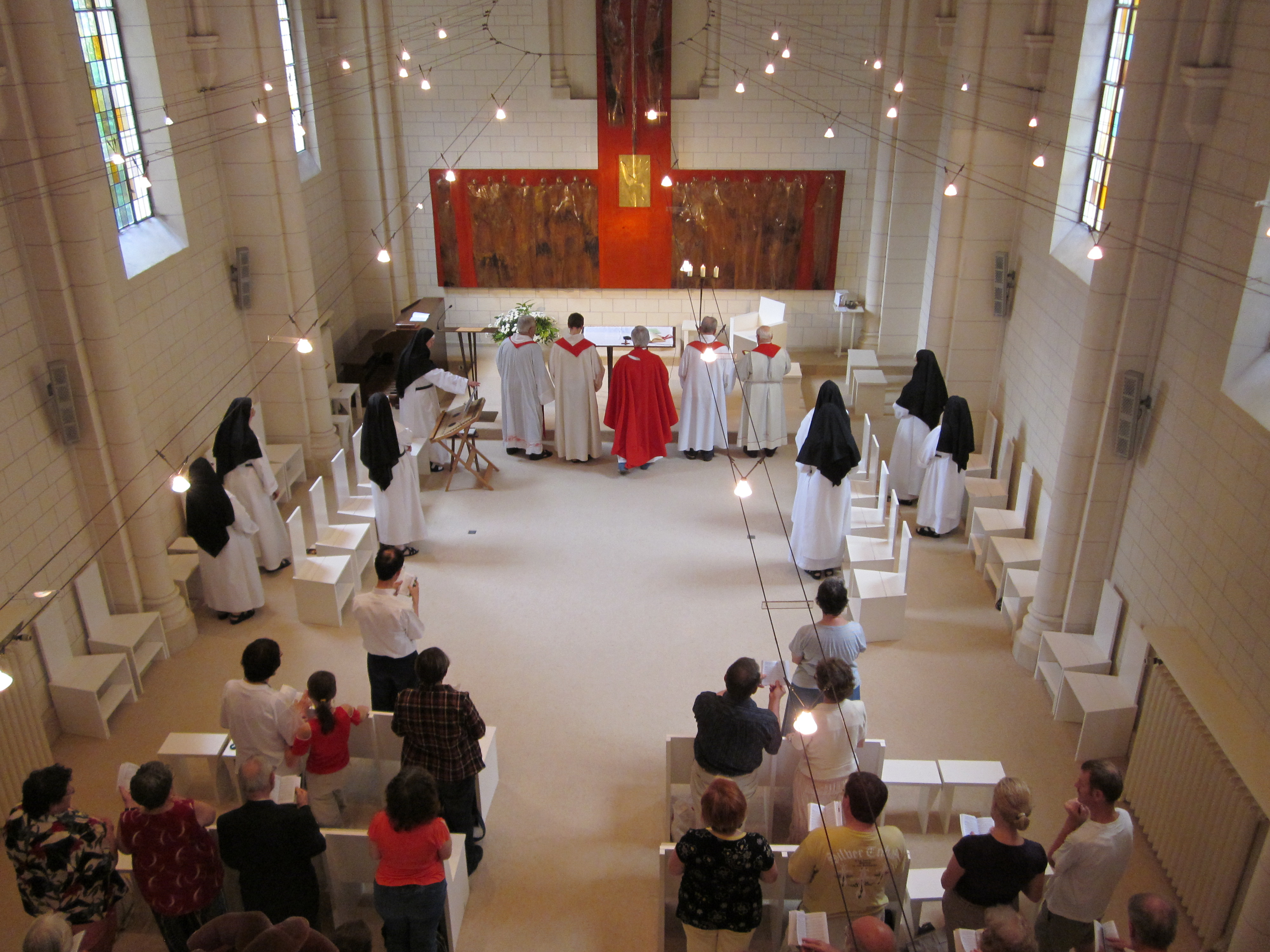
Des bénédictines dans la chapelle de la cité du Sacré-Cœur.